# Russi Taylor
Russi Taylor (født 4. maj 1944 i Cambridge, Massachusetts, død 26. juli 2019 i Glendale, Californien) var en amerikansk stemmeskuespiller.
Taylor er mest kendt som stemmen til Minnie Mouse og fra tv-serien The Simpsons, hvor hun blandt andet lagde stemme til Martin Prince, Wendell Borton, Sherri og Terri, og Üter. Derudover har hun lagt stemmen til figurer i en række Disney-tegnefilm.
Hun var gift med stemmeskuespilleren Wayne Allwine fra 1991 til hans død 2009.